# Getailleerde boktor
De getailleerde boktor (Stenopterus rufus) of  smalvleugelige bok is een 8 tot 16 millimeter lange kever uit de familie van de boktorren (Cerambycidae).

## Beschrijving
Deze kenmerkende soort is duidelijk te herkennen aan de roodbruine, zeer smalle dekschilden die naar achteren toe sterk versmallen en wat uit elkaar lopen. Dit doet het uiterlijk van de kever denken aan een wesp, en deze soort heeft nog meer aanpassingen die dit alleen maar versterken. Zo is het achterlijf zwart en heeft een duidelijke geelwitte bandering, de poten zijn rood en de dijen van met name het eerste segment zijn duidelijk knobbel-achtig verbreed. Ook de andere vier poten hebben knobbeltjes maar deze zijn kleiner en ronder en zwart in plaats van rood. De rest van het lijf is zwart en heeft een fluweel-achtige beharing. De tasters zijn ongeveer even lang als het lichaam en duidelijk gesegmenteerd. Om de gelijkenis met een wesp vrijwel compleet te maken is de boktor een actieve soort die net als een wesp druk beweegt, onrustig met de tasters zwaait en regelmatig opvliegt.

## Algemeen
De getailleerde boktor komt voor in centraal- en zuidelijk Europa, de Kaukasus en Iran. In Nederland is het geen algemene soort meer maar de kever komt plaatselijk nog voor in Drenthe en Noord-Brabant en gaat achteruit. De boktor houdt van warme, zonnige streken met veel bloemen waar nectar uit gezogen wordt. De larve leeft van diverse soorten hout, waaronder dat van de eik, wilg, okkernoot en Prunus. De volwassen kever is te zien van mei tot augustus.